# Міщук Катерина Василівна
Катерина Василівна Міщук (*26 жовтня 1982, Київ) – українська поетеса, художня редакторка, ілюстраторка, художниця, дизайнерка у видавництві "Юніверс" та у дитячому пригодницькому журналі "Крилаті". Членкиня НСПУ (з 2006).

## Життєпис
Народилась 26 жовтня 1982 року в м. Києві, але більшість свого життя прожила в с. Требухів Броварського району Київської області. 
У дитинстві захоплювалась астрономією, фізикою, медициною. Дуже любила читати. Перечитала багато книжок: починаючи від казок і закінчуючи науковою літературою. Також, любила грати на піаніно та сопілці, складати музичні композиції, малювати, писати вірші, казки та повісті. Поки не вміла писати, створювала безмовні комікси; коли ж навчилась – створювала маленькі книжечки, які сама й оформлювала. Перший дитячий вірш написала у три роки, який пам’ятає і досі.
У 2002 році закінчила Київський Державний інститут декоративно-прикладного мистецтва і дизайну ім. Михайла Бойчука (зараз Київська Державна Академія декоративно-прикладного мистецтва і дизайну ім. Михайла Бойчука), факультет графічного дизайну. 
Зараз працює художньою редакторкою, художницею і дизайнеркою у видавництві «Юніверс» та у дитячому пригодницькому журналі «Крилаті» (Видавнича Спілка ім. Ю. Липи, Спілка Української Молоді). Малює як для дорослих, так і для дітей. 
У 2004 році увійшла до літературного об'єднання «Радосинь», яке очолює Дмитро Чередниченко.
Членкиня журі літературної премії Національної спілки письменників України в царині літератури для дітей імені Платона Воронька .

## Письменницька діяльність
Пише виключно українською мовою у жанрі поезії та прози для різних вікових категорій, а також публіцистику. Цікавиться перекладацькою діяльністю (литовська та німецька мови).
Твори Катерини Василівни публікували в часописі «Радосинь», дитячих антологіях «Сонячна Мальвія», «Сонячна Мальвія–2», альманахах «Радосинь–20», «Потойбіч паузи», газетах «Літературна Україна», «Слово Просвіти», «Сільський час», «Нове життя», «Наша віра», журналі «Київ». 
- Дощ у глечику (2004);
- Затемнення соняшника (2005)[5];
- Зимописи (2008). Видана в рамках програми «Гранти Президента України молодим діячам мистецтва для створення і реалізації творчих проектів».

До друку готується ще одна поетична книжка – «Предтеча дощу».
Переважно, це філософська поезія, головними дійовими особами якої є як антропоморфні одиниці природи, так і людина. Людина-головний герой – це образ збірний, узагальнений, неконкретний. Він є головним носієм інформації та емоцій до читача.

## Художня діяльність
Працює в різних техніках і стилях: аквареллю, гуашшю, олією, створює графічні роботи (частіше в стилі монохромного пуантилізму), комп’ютерна графіка, дизайн, верстка різних видань.
Проілюструвала і оформила як художниця біля чотирьох сотень видань[джерело?].

## Відзнаки
- Літературна премія імені Василя Симоненка (2006);[6]
- Стипендіатка Київського міського голови (2008);
- Грант Президента України (2008);
- Лауреатка Міжнародної літературної Україно-Німецької премії імені Олеся Гончара (2011);
- Лауреатка літературної премії «Золотий тризуб» (2012)[7];
- Лауреатка премії літературного об’єднання «Радосинь» (2018).

## Родина
Мати – Міщук Антоніна Іванівна, солістка хору Національної радіокомпанії України ім. Платона Майбороди. 
Батько – Міщук Василь Григорович, актор Київського театру оперети (зараз працює у КОДА (управління культури)).
Чоловік – Доніч Іван Костянтинович (у літературі Донич) — художник, письменник, музикант, мистецтвознавець, педагог, автор одинадцяти книжок.
Донька – Доніч Ярослава Іванівна, 6 років, любить малювати, читати, вивчає німецьку та англійську мови.